# Sonny Callahan

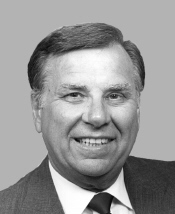
Sonny Callahan

Herbert Leon „Sonny“ Callahan (* 11. September 1932 in Mobile, Alabama; † 24. Juni 2021) war ein US-amerikanischer Politiker der Republikanischen Partei.

## Werdegang
Sonny Callahan graduierte 1950 an der McGill Institute High School in Mobile, Alabama. Zwischen 1959 und 1960 besuchte er die University of Alabama in Tuscaloosa. Ferner war er zwischen 1952 und 1954 in der US Navy tätig und danach als Geschäftsmann. Callahan war zwischen 1971 und 1979 Mitglied im Repräsentantenhaus von Alabama. Danach war er zwischen 1979 und 1983 Mitglied im Senat von Alabama.
Er kandidierte 1982 erfolglos um die demokratische Nominierung für das Amt des Vizegouverneurs von Alabama. 
Er wurde als Republikaner in den 99. US-Kongress gewählt und in die acht nachfolgenden US-Kongresse wiedergewählt. Er kandidierte 2002 nicht für den 108. US-Kongress.
2001 verlieh ihm die United States Sports Academy in Daphne, Alabama die Ehrendoktorwürde.